# The Unblessed Woods
The Unblessed Woods – czwarty album hiszpańskiego blackmetalowego zespołu Elffor. Został wydany w 2006 roku.

## Lista utworów
| Lista utworów | Lista utworów               | Lista utworów |
| Nr            | Tytuł utworu                | Długość       |
| ------------- | --------------------------- | ------------- |
| 1.            | „Unblessed Woods”           | 9:52          |
| 2.            | „Through the Mist”          | 7:50          |
| 3.            | „Of Heretic Pagan Kingdom”  | 3:37          |
| 4.            | „Winter, Fullmoon, Sorrow…” | 6:07          |
| 5.            | „Dark Orchestral Hate”      | 8:11          |
| 6.            | „…From Ancient Scrypts”     | 5:50          |
| 7.            | „Gorgorium Goth”            | 7:50          |
| 8.            | „The Forgotten Dying Moon”  | 5:58          |
|               |                             | 55:15         |